# Constantin Frick
Constantin Frick (* 5. März 1877 in Magdeburg; † 19. Februar 1949 in Bremen) war ein deutscher evangelischer Pastor, Geistlicher bei der Inneren Mission und Politiker.

## Leben
Frick war der Sohn eines Pastors. Nach seiner Schulzeit in Barmen studierte er Evangelische Theologie an der Universität Halle und der Universität Greifswald. Nach dem 1. Theologischen Examen war er zunächst Hauslehrer im Kurland. Er schloss sein Studium in Berlin ab. Danach arbeitete er als Hilfsprediger in Cannes und reiste durch Österreich und die Ostseeländer.
1904 wurde er Geistlicher an der Inneren Mission von Bad Godesberg. Ab 1905 wirkte er bei der Inneren Mission in Bremen und baute die Mission erheblich aus. 1914 wurde er Geschäftsführer des Zentral-Hilfs-Ausschuss beim Roten Kreuz in Bremen. 1916 erfolgte die Berufung zum Vorsteher des Diakonissenhauses und zum Pastor im Diakonischen Werk von Bremen. Zugleich wurde er Pastor an der Liebfrauenkirche in Bremen. Die Diakonisches Anstalten in Bremen konnte er ab 1926 erheblich ausweiten.
Frick war ab den 1920er Jahren in der Deutschen Volkspartei (DVP) und in vielen Wohlfahrtsorganisationen aktiv. Von 1931 bis 1933 war er für die DVP Mitglied in der Bremer Bürgerschaft. 1934 wurde er Präsident des Centralausschusses der Inneren Mission im Deutschen Reich.
Nach dem Zweiten Weltkrieg gab Frick für den Centralverband der Inneren Mission am 23. August 1945 eine Erklärung ab:
„Der Krieg ist beendet. ...Wir müssen nun alles an Leid, Leibes und der Seele ertragen, was besiegten Völkern auferlegt wird. ...Kirche und Innere Mission teilen die Not unseres Volkes. Mit der Kirche bekennt sich die Innere Mission mitschuldig an der schweren Schuld, die unser Volk auf sich geladen hat. ...“
Er bemühte er sich um ein Ersatzkrankenhaus für das im Krieg zerstörte Diakonissenhaus. Die Leitung des entstandenen Lloydtheimes an der Hemmstraße in Bremen-Findorff legte er altersbedingt 1947 nieder.
Er wurde bei der Emmauskirche am Diakonissenhaus Bremen an der Adelenstraße beigesetzt, ebenso wie seine Frau Clara Frick, geborene Schniewind (* 11. Juni 1881; † 2. Juli 1965).
Sein Sohn war der Jurist Dr. Constantin Frick (1904–1997) in Bremen.
Ehrungen
- Die Constantin-Frick-Straße in Bremen-Mitte in der Bahnhofsvorstadt wurde 1966 nach ihm benannt.